# Араухо, Нестор
Нестор Алехандро Араухо Расо (исп. Néstor Alejandro Araujo Razo; род. 29 августа 1991, Гвадалахара) — мексиканский футболист, защитник клуба «Америка» и сборной Мексики. Олимпийский чемпион 2012 года. Участник чемпионата мира 2022 года.

## Клубная карьера

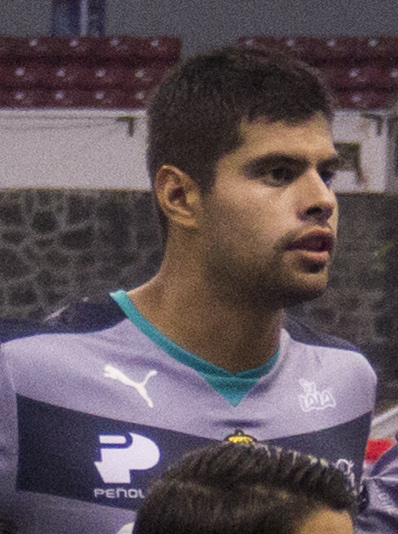
Араухо в составе «Сантос Лагуна»

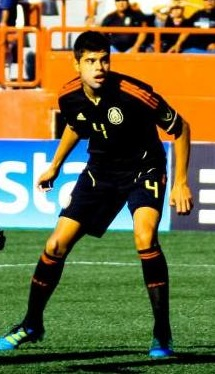
Араухо в составе сборной Мексики

Араухо — выпускник футбольной академии «Крус Асуль». Осенью 2010 года тренер команды Энрике Меса включил Нестора в заявку основной команды. 18 сентября 2010 года состоялся дебют Араухо в мексиканской Премьере, в матче против «Керетаро». Нестор быстро закрепился в основной команде уже в первом сезоне приняв участие в 17 матчах.
Летом 2013 года Араухо на правах аренды перешёл в «Сантос Лагуна». 27 июля в матче против своего бывшего клуба «Крус Асуль» он дебютировал за новую команду. 20 августа 2014 года в поединке Кубка Мексики против «Коррекаминос» Нестор забил свой первый гол за «Сантос Лагуна». В 2015 году он помог клубу выиграть чемпионат. 29 августа в матче против «УНАМ Пумас» Араухо забил свой первый гол в первенстве Мексики. В 2018 году Араухо во второй раз помог клубу выиграть чемпионат.
Летом 2018 года Нестор перешёл в испанскую «Сельту», подписав пятилетний контракт. 18 августа в матче против «Эспаньола» он дебютировал в Ла Лиге. 11 января 2019 года в поединке против «Райо Вальекано» Араухо забил свой первый гол за «Сельту».
24 июня 2022 года Араухо вернулся в Мексику, подписав двухлетний контракт с клубом «Америка». 10 июля в матче против «Монтеррея» он дебютировал за новую команду.

## Международная карьера
В 2011 году Араухо в составе сборной Мексики до 22 лет стал победителем Панамериканских игр в родной Гвадалахаре. На турнире он принял участие в поединках турнира против команд Тринидада и Тобаго, Эквадора, Уругвая, Коста-Рики и Аргентины.
В том же году в составе молодёжной сборной Мексики Нестор выиграл молодёжный чемпионат КОНКАКАФ в Гватемале. На турнире он сыграл в матчах против команд Тринидада и Тобаго, Кубы, Канады, Коста-Рики и Панамы.
Летом Араухо стал бронзовым призёром молодёжного чемпионата мира в Колумбии. На турнире он сыграл в матчах против команд Аргентины, Северной Кореи, Англии, Камеруна, Колумбии, Бразилии и Франции.
В 2011 году Нестор в составе национальной команды отправился на Кубок Америки 2011 в Аргентину. Из-за того, что футболисты были вымотаны, участием в Золотом кубке КОНКАКАФ 2011, в состав сборной в основном вошли футболисты 1989 года рождения и запасные игроки приехавшие с Кубка КОНКАКАФ. Дебют Араухо состоялся в первом матче группового этапа против сборной Чили, в котором он забил единственный гол команды, 1:2. Несмотря на то, что потерпев три поражения, мексиканцы отправилась домой, Нестор принял участие во всех матчах.
В 2012 году Араухо в составе олимпийской команды Мексики выиграл отборочный турнир, за право принять участие в Олимпийских играх в Лондоне, где стал олимпийским чемпионом, хотя на турнире он был запасным и на поле не вышел.
В 2016 году Нестор во второй раз принял участие в Кубке Америки в США. На турнире он сыграл в матчах против команд Уругвая, Ямайки и Чили.
В 2017 году Араухо принял участие в Кубке конфедераций в России. На турнире он сыграл в матчах против команд Новой Зеландии, России, Германии и дважды Португалии. В поединке против россиян Нестор забил гол.
В 2019 году Араухо выиграл Золотой кубок КОНКАКАФ. На турнире о сыграл в матчах против команд Канады, Кубы и Коста-Рики.
В 2021 году Араухо во второй раз принял участие в Золотом кубке КОНКАКАФ. На турнире он сыграл в матчах против сборных Тринидада и Тобаго, Гватемалы, Гондураса, Канады и США.
В 2022 году Араухо принял участие в чемпионате мира в Катаре. На турнире он сыграл в матче против команды Аргентины.

### Голы за сборную Мексики
| #   | Дата          | Место                             | Противник  | Счёт | Результат | Соревнование                       |
| --- | ------------- | --------------------------------- | ---------- | ---- | --------- | ---------------------------------- |
| 01. | 4 июля 2011   | Бисентенарио, Сан-Хуан, Аргентина | Чили       | 0:1  | 2:1       | Кубок Америки 2011                 |
| 02. | 25 марта 2017 | Ацтека, Мехико, Мексика           | Коста-Рика | 2:0  | 2:0       | Чемпионат мира 2018 (квалификация) |
| 03. | 24 июня 2017  | Казань Арена, Казань, Россия      | Россия     | 1:1  | 2:1       | Кубок конфедераций 2017            |

## Достижения
«Сантос Лагуна»
- Чемпион Мексики (2): Клаусура 2015, Клаусура 2018

Мексика (до 20)
- Чемпион КОНКАКАФ среди молодёжных команд: 2011
- Чемпион мира среди молодёжных команд: 2011

Мексика (до 23)
- Победитель Панамериканских игр: 2011
- Победитель Олимпийских игр: 2012

Мексика
- Победитель Золотого кубка КОНКАКАФ: 2019